# اوتی‌ای

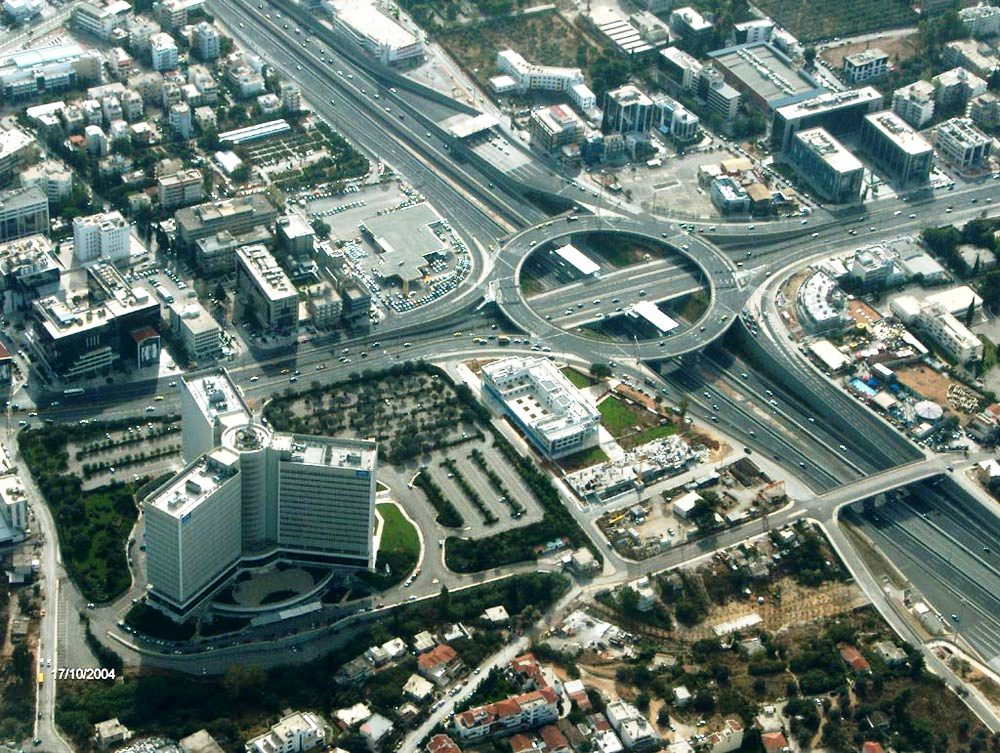
ساختمان مرکزی شرکت اوتی‌ای در شهر آتن

اوتی‌ای (به یونانی: OTE) شرکت مخابرات یونانی است که در زمینه ارائه خدمات اینترنت، خطوط تلفن ثابت، تلویزیون دیجیتال، فناوری اطلاعات و شبکه تلفن همراه فعالیت دارد.
شمار کارکنان شرکت اوتی‌ای بیش از ۳۰ هزار نفر است، که در ۴ کشور اروپایی فعالیت می‌کنند. همچنین انحصار بازار مخابرات را در کشور یونان در دست دارد.
دفتر مرکزی این شرکت در شهر ماروسی، یونان قرار دارد و بخشی از سهام آن در بازارهای بورس آتن و بورس لندن معامله می‌شود. بزرگ‌ترین سهام‌دار این شرکت، دویچه تلکوم است.